# 吴季
吴季（1958年—），男，中国空间探测专家，中国科学院国家空间科学中心研究员，现任中国空间科学学会理事长，第十三届全国政协委员。